# Selkäsaari (ö i Södra Savolax, S:t Michel, lat 61,66, long 28,26)
Selkäsaari är en ö i Finland. Den ligger i sjön Pihlajavesi och i kommunen Puumala i den ekonomiska regionen  S:t Michel och landskapet Södra Savolax, i den södra delen av landet, 240 km nordost om huvudstaden Helsingfors. Öns area är 5,8 hektar och dess största längd är 0,6 kilometer i nord-sydlig riktning.